# ミッキーとあざらし
『ミッキーとあざらし』（原題：Mickey And The Seal）は1948年に制作されたアニメーション短編映画作品。ミッキーマウスの短編映画シリーズの一作品である。またミッキーマウスの短編映画がスクリーンで公開されたのはアメリカで1986年再公開の「ミッキーの大時計」以来3年ぶりのことである。

## 公開データ
| 公開日 上映時間 | 1948年（昭和23年） | 12月3日      | アメリカ合衆国 | 6分 |
| 公開日 上映時間 | 1989年（平成元年） | 8月18日      | アメリカ合衆国 | 6分 |
| サイズ          | カラー             | スタンダード |                |     |

## あらすじ
水族館でミッキーはあざらしに餌やりをしていた。餌が無くなったのでミッキーは家に帰るが、あざらしの子供が、ミッキーの後を追って・・・。

## 声の出演
| キャラクター   | 原語版               | 旧吹き替え版 | 新吹き替え版 |
| -------------- | -------------------- | ------------ | ------------ |
| ミッキーマウス | ジム・マクドナルド   | 後藤真寿美   | 青柳隆志     |
| プルート       | ピント・コルヴィッグ | -            | -            |
| ナレーション   | -                    | 土井美加     | -            |

## スタッフ
| 製作           | ウォルト・ディズニー、ロイ・O・ディズニー                |
| 脚本           | ニック・ジョージ、ミルト・シェーファー                   |
| 音楽           | オリバー・ウォレス                                       |
| 原画           | ジョージ・ニコラス、フィル・ダンカン、ヒュー・フレイザー |
| エフェクト原画 | ダン・マクマヌス                                         |
| 背景           | ラルフ・ヒューレット                                     |
| 監督           | チャールズ・オーガスト・ニコルズ                         |
| 制作           | ウォルト・ディズニー・プロダクション                     |

### 翻訳盤
| 翻訳     | 野口尊子 |
| 演出     | 向山宏志 |
| 音響製作 | 東北新社 |

## 映像ソフト化
- 『夢と魔法の宝石箱 がんばれミッキー』（VHS、バンダイ、旧吹き替え版）
- 『夢と魔法の宝石箱ミッキーのバケーション』（VHS、ブエナ ビスタ ジャパン、1995年発売、新吹き替え版）
- 『夢と魔法の宝石箱ミッキーのバケーション』（LD、パイオニアLDC、新吹き替え版）
- 『Disneyゆかいな仲間たち ハロー！ミッキー』（VHS、ブエナ ビスタ ホーム エンターテイメント、新吹き替え版）
- 『ミッキーマウス／カラー・エピソード Vol.2 限定保存版』（DVD、ブエナ ビスタ ホーム エンターテイメント、新吹き替え版）
- 『ミッキーのバケーション』（DVD、ウォルト ディズニー スタジオ ホーム エンターテイメント、新吹き替え版）